# 真性寺
- 眞性寺（旧字体、今日の当寺院が使用）
- 真性寺（新字体）

真性寺（しんしょうじ、旧字体：眞性寺）は、東京都豊島区巣鴨にある真言宗豊山派の寺院。山号は医王山。院号は東光院。本尊は薬師如来。

## 歴史
この寺の創建年代等については不詳であるが、聖武天皇の勅願により行基菩薩が開いたことが伝えられている。江戸時代に入り元和年間（1615年～1624年）に中興されている。江戸時代には江戸六地蔵の一つが安置され、また江戸幕府8代将軍徳川吉宗もたびたびこの寺に立ち寄ったとされる。

## 文化財
- 銅像地蔵菩薩坐像 - 東京都指定有形文化財（彫刻）[2]

正徳4年（1714年）に造られた、江戸六地蔵の4番目（巡拝では3番目）。頭部は前後に、体部は15個の部材に分けて鋳造し、鋳掛けや鋲止めなどで接合している。このように別々に鋳造した部材同士を組み上げる技法は、江戸時代の大型像によく見られ、像の制作や運搬の労力を減らすことが出来る合理的で優れた技法である。毎年6月24日には、江戸六地蔵の供養のために「百万遍大数珠供養」が行われる。

## 墓所
- 北条霞亭（漢学者）
- 神作濱吉（教育者）
- 吉岡実（詩人・装丁家）

## 交通
- ■JR山手線・○都営地下鉄三田線　巣鴨駅

## 関連文献
- 斎藤長秋 編「巻之四 天権之部 巣鴨眞性寺」『江戸名所図会』 3巻、有朋堂書店〈有朋堂文庫〉、1927年、27頁。NDLJP:1174157/18。